# Acaena magellanica
Acaena magellanica är en rosväxtart som först beskrevs av Jean-Baptiste de Lamarck, och fick sitt nu gällande namn av Vahl. Acaena magellanica ingår i släktet taggpimpineller, och familjen rosväxter.

## Underarter
Arten delas in i följande underarter:
- A. m. robusta
- A. m. laevigata
- A. m. venulosa

## Bildgalleri

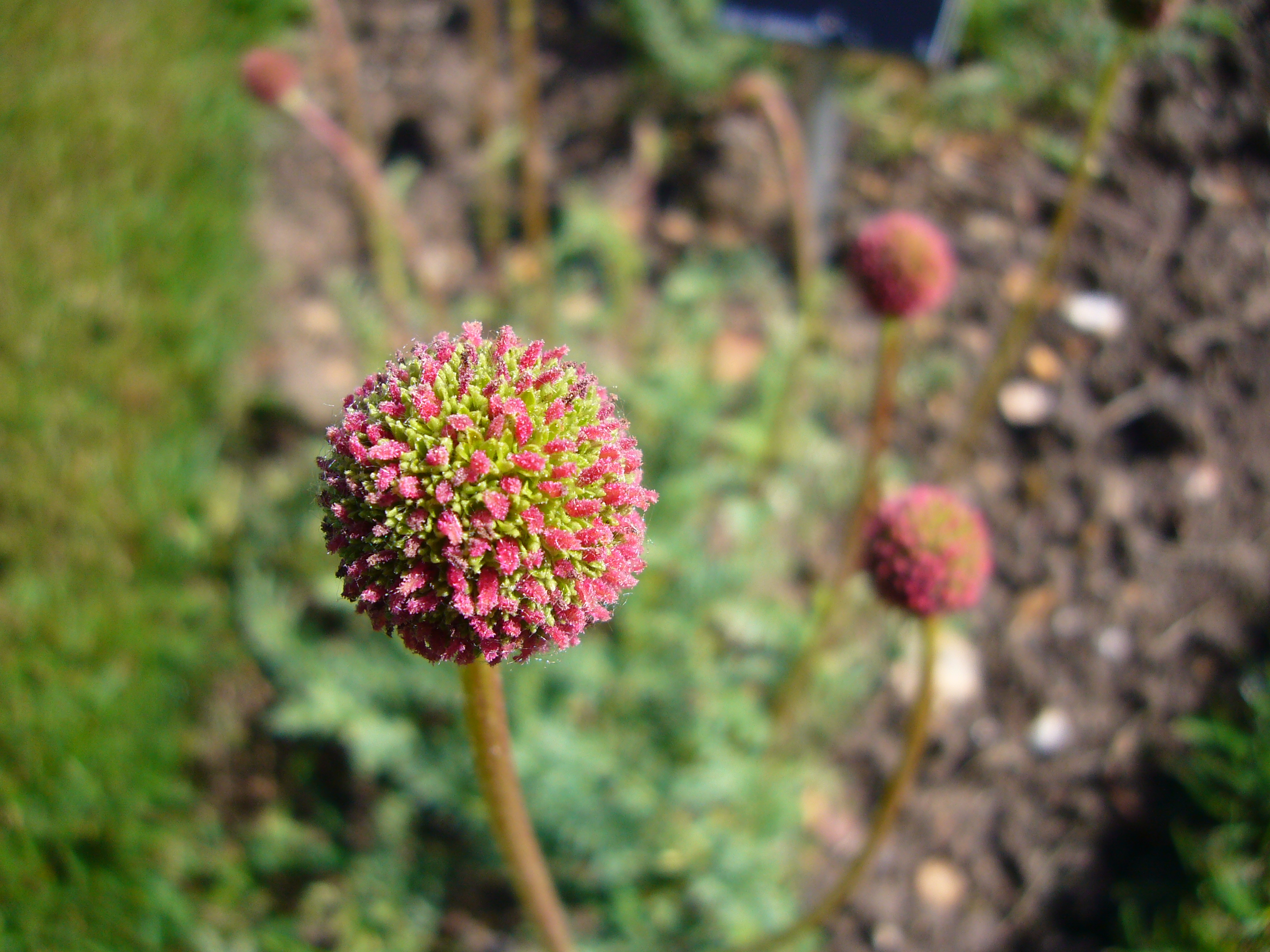
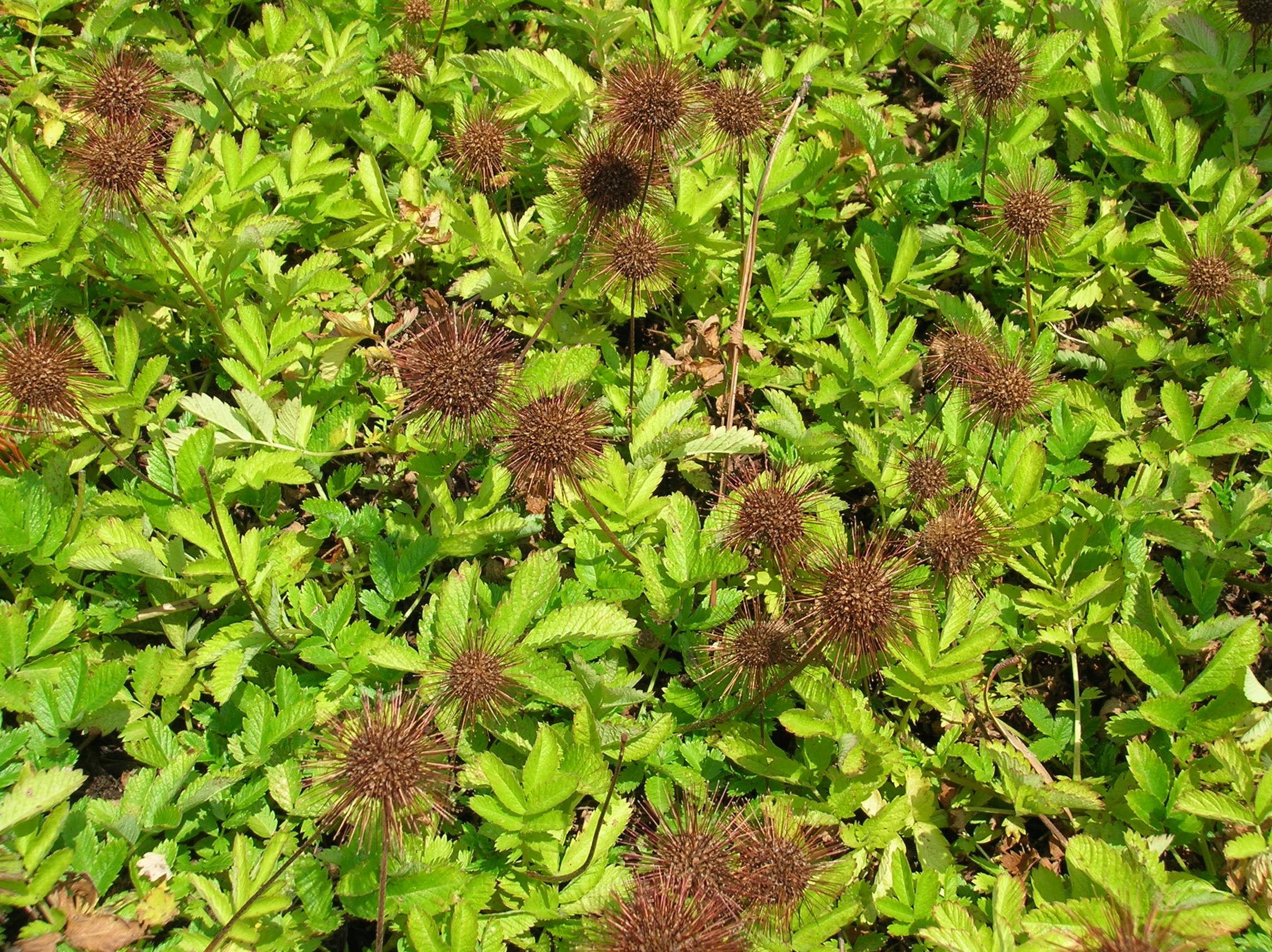
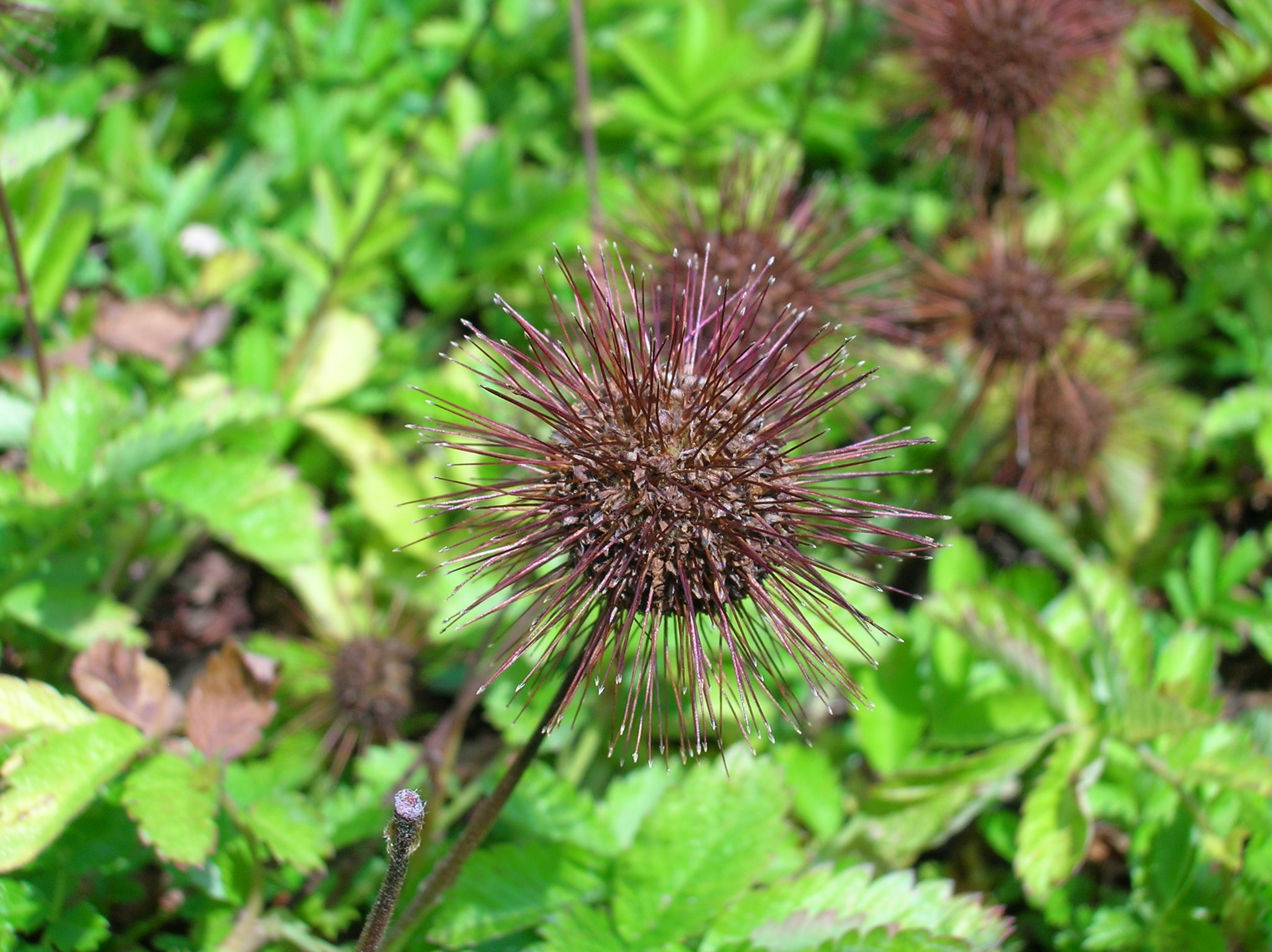
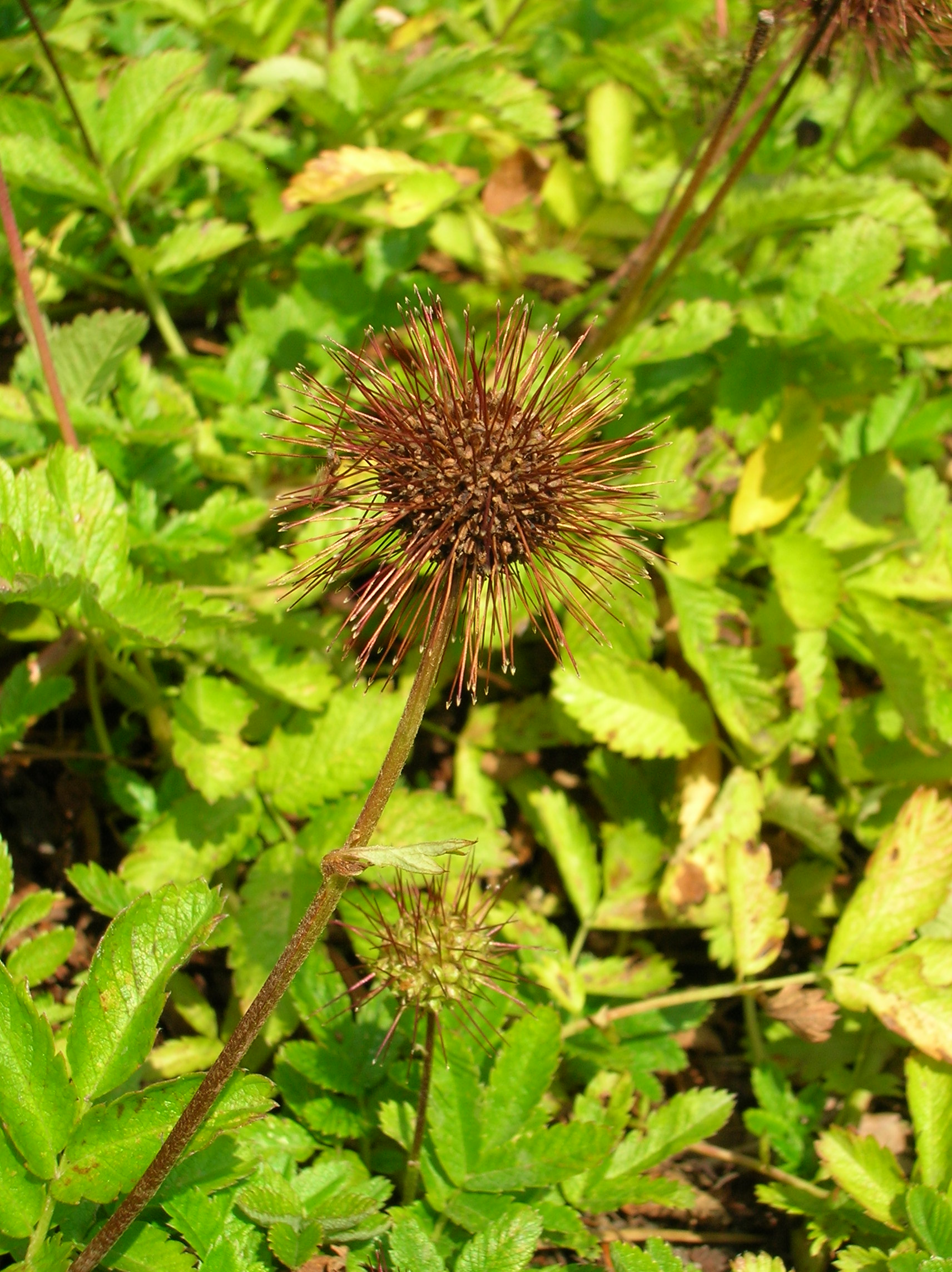
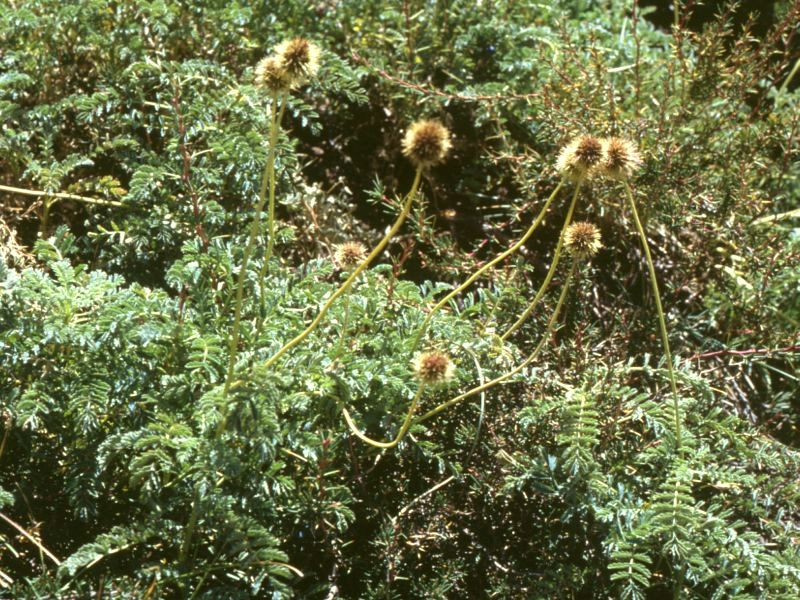
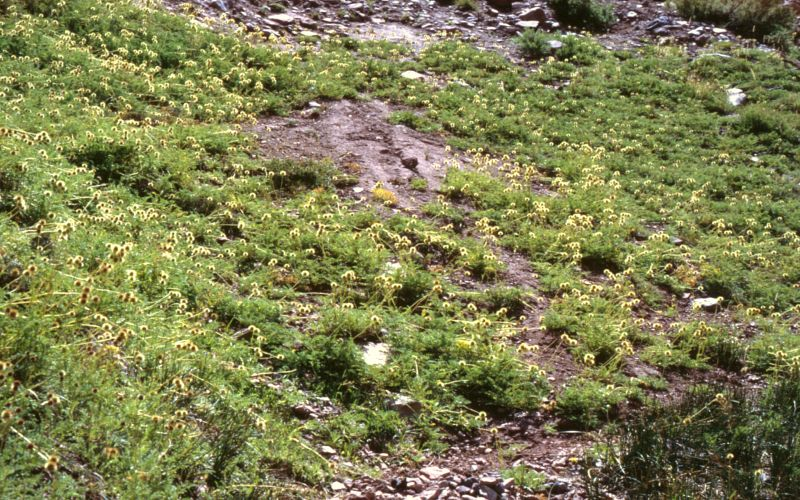